# Newry and Armagh (circonscription de l'Assemblée d'Irlande du Nord)
Pour les articles homonymes, voir Newry and Armagh.
Newry and Armagh (irlandais : An tIúr agus Ard Mhacha, Ulster Scots: Newrie an Airmagh) est une circonscription de l'Assemblée d'Irlande du Nord.
Le siège a été utilisé pour la première fois pour une élection en Irlande du Nord uniquement pour le Forum d'Irlande du Nord en 1996. Depuis 1998, il a élu des membres à l'Assemblée actuelle.
Pour les élections à l'Assemblée avant 1996, la circonscription faisait en grande partie partie des circonscriptions de Armagh et South Down. Depuis 1997, il partage les frontières avec la circonscription du Parlement britannique de Newry and Armagh.

## Membres
| Élection               | MLA (parti)              | MLA (parti)               | MLA (parti)           | MLA (parti)                 | MLA (parti)            | MLA (parti)           | MLA (parti)            | MLA (parti)          | MLA (parti) | MLA (parti)      | MLA (parti)        | MLA (parti)        |
| ---------------------- | ------------------------ | ------------------------- | --------------------- | --------------------------- | ---------------------- | --------------------- | ---------------------- | -------------------- | ----------- | ---------------- | ------------------ | ------------------ |
| 1996                   |                          | Maria Caraher (Sinn Féin) |                       | Patrick McNamee (Sinn Féin) |                        | Frank Feely (SDLP)    |                        | Seamus Mallon (SDLP) |             | Jim Speers (UUP) | 5 sièges 1996–1998 | 5 sièges 1996–1998 |
| 1998                   | Conor Murphy (Sinn Féin) | John Fee (SDLP)           | Danny Kennedy (UUP)   | Patrick McNamee (Sinn Féin) |                        | Paul Berry (DUP)      |                        | Seamus Mallon (SDLP) |             |                  |                    |                    |
| 2003                   | Conor Murphy (Sinn Féin) | Davy Hyland (Sinn Féin)   | Danny Kennedy (UUP)   |                             | Pat O'Rawe (Sinn Féin) | Paul Berry (DUP)      | Dominic Bradley (SDLP) |                      |             |                  |                    |                    |
| 2007                   | Conor Murphy (Sinn Féin) | Cathal Boylan (Sinn Féin) | Danny Kennedy (UUP)   | Mickey Brady (Sinn Féin)    | William Irwin (DUP)    |                       | Dominic Bradley (SDLP) |                      |             |                  |                    |                    |
| 2011                   | Conor Murphy (Sinn Féin) | Cathal Boylan (Sinn Féin) | Danny Kennedy (UUP)   | Mickey Brady (Sinn Féin)    | William Irwin (DUP)    |                       | Dominic Bradley (SDLP) |                      |             |                  |                    |                    |
| Juillet 2012 co-option | Megan Fearon (Sinn Féin) | Cathal Boylan (Sinn Féin) | Danny Kennedy (UUP)   | Mickey Brady (Sinn Féin)    | William Irwin (DUP)    |                       | Dominic Bradley (SDLP) |                      |             |                  |                    |                    |
| Juin 2015 co-option    | Megan Fearon (Sinn Féin) | Cathal Boylan (Sinn Féin) | Danny Kennedy (UUP)   | Conor Murphy (Sinn Féin)    | William Irwin (DUP)    |                       | Dominic Bradley (SDLP) |                      |             |                  |                    |                    |
| 2016                   | Megan Fearon (Sinn Féin) | Cathal Boylan (Sinn Féin) | Danny Kennedy (UUP)   | Conor Murphy (Sinn Féin)    | William Irwin (DUP)    | Justin McNulty (SDLP) |                        |                      |             |                  |                    |                    |
| 2017                   | Megan Fearon (Sinn Féin) | Cathal Boylan (Sinn Féin) | 5 sièges 2017–présent | 5 sièges 2017–présent       | William Irwin (DUP)    | Justin McNulty (SDLP) |                        |                      |             |                  |                    |                    |
| Janvier 2020 co-option | Liz Kimmins (Sinn Féin)  | Cathal Boylan (Sinn Féin) | 5 sièges 2017–présent | 5 sièges 2017–présent       | William Irwin (DUP)    | Justin McNulty (SDLP) |                        |                      |             |                  |                    |                    |
| 2022                   | Liz Kimmins (Sinn Féin)  | Cathal Boylan (Sinn Féin) | 5 sièges 2017–présent | 5 sièges 2017–présent       | William Irwin (DUP)    | Justin McNulty (SDLP) |                        |                      |             |                  |                    |                    |

Note: Les colonnes de ce tableau sont utilisées uniquement à des fins de présentation et aucune importance ne doit être attachée à l'ordre des colonnes. Pour plus de détails sur l'ordre dans lequel les sièges ont été remportés à chaque élection, voir les résultats détaillés de cette élection.

## Élections

### Assemblée d'Irlande du Nord

#### 2022
| Parti | Parti                            | Candidat        | %      | Comptage | Comptage | Comptage | Comptage | Comptage |
| Parti | Parti                            | Candidat        | %      | 1        | 2        | 3        | 4        | 5        |
| --- | -------------------------------- | --------------- | ------ | -------- | -------- | -------- | -------- | -------- |
| | Sinn Féin                        | Conor Murphy    | 16.72% | 9,847    |          |          |          |          |
| | Sinn Féin                        | Cathal Boylan   | 16.72% | 9,843    |          |          |          |          |
| | SDLP                             | Justin McNulty  | 10.56% | 6,217    | 6,585    | 7,483    | 7,686    | 10,231   |
| | Sinn Féin                        | Liz Kimmins     | 13.52% | 7,964    | 8,192    | 9,464    | 9,472    | 9,969    |
| | DUP                              | William Irwin   | 12.87% | 7,577    | 7,668    | 7,720    | 9,414    | 9,784    |
| | TUV                              | Keith Ratcliffe | 9.18%  | 5,407    | 5,436    | 5,461    | 6,706    | 6,892    |
| | Alliance                         | Jackie Coade    | 5.68%  | 3,345    | 3,637    | 4,088    | 4,741    |          |
| | Ulster Unionist                  | David Taylor    | 6.56%  | 3,864    | 3,895    | 3,956    |          |          |
| | Indépendant                      | Gavin Malone    | 5.36%  | 3,157    | 3,380    |          |          |          |
| | Aontú                            | Daniel Connolly | 2.02%  | 1,189    |          |          |          |          |
| | Green (NI)                       | Ciara Henry     | 0.53%  | 314      |          |          |          |          |
| | Parti des travailleurs d'Irlande | Nicola Grant    | 0.27%  | 160      |          |          |          |          |
| Électorat : 87,156 Valide : 58,884 (67.56%) Non valide : 809 Quota : 9,815 Participation : 59,693 (68.49%) |                                  |                 |        |          |          |          |          |          |

#### 2017
| Parti | Parti                                        | Candidat          | %      | Comptage | Comptage | Comptage |
| Parti | Parti                                        | Candidat          | %      | 1        | 2        | 3        |
| --- | -------------------------------------------- | ----------------- | ------ | -------- | -------- | -------- |
| | DUP                                          | William Irwin     | 17.77% | 9,760    |          |          |
| | Sinn Féin                                    | Cathal Boylan     | 16.75% | 9,197    |          |          |
| | SDLP                                         | Justin McNulty    | 16.36% | 8,983    | 10,085   |          |
| | Sinn Féin                                    | Megan Fearon      | 16.17% | 8,881    | 9,175    |          |
| | Sinn Féin                                    | Conor Murphy      | 15.39% | 8,454    | 8,681    | 9,018    |
| | Ulster Unionist                              | Danny Kennedy     | 13.21% | 7,256    | 7,675    | 7,939    |
| | Alliance                                     | Jackie Coade      | 2.58%  | 1,418    |          |          |
| | Citizens Independent Social Thought Alliance | Emmet Crossan     | 1.28%  | 704      |          |          |
| | Green (NI)                                   | Rowan Tunnicliffe | 0.48%  | 265      |          |          |
| Électorat : 80,140 Valide : 54,918 (68.53%) Non valide : 707 Quota : 9,154 Participation : 55,625 (69.41%) |                                              |                   |        |          |          |          |

#### 2016
| Parti | Parti           | Candidat          | %      | Comptage | Comptage | Comptage | Comptage | Comptage | Comptage | Comptage | Comptage | Comptage |
| Parti | Parti           | Candidat          | %      | 1        | 2        | 3        | 4        | 5        | 6        | 7        | 8        | 9        |
| --- | --------------- | ----------------- | ------ | -------- | -------- | -------- | -------- | -------- | -------- | -------- | -------- | -------- |
| | DUP             | William Irwin     | 16.72% | 7,980    |          |          |          |          |          |          |          |          |
| | Sinn Féin       | Megan Fearon      | 14.33% | 6,838    |          |          |          |          |          |          |          |          |
| | Sinn Féin       | Cathal Boylan     | 14.30% | 6,822    |          |          |          |          |          |          |          |          |
| | Ulster Unionist | Danny Kennedy     | 10.28% | 4,904    | 5,602.25 | 5,602.25 | 5,616.7  | 5,804,4  | 5,817.4  | 5,905.05 | 9,595.3  |          |
| | Sinn Féin       | Conor Murphy      | 12.27% | 5,854    | 5,855.05 | 5,855.05 | 5,883.05 | 5,922.05 | 6,125.05 | 6,421.35 | 6,435.35 | 6,442.35 |
| | SDLP            | Justin McNulty    | 10.01% | 4,775    | 4,779.05 | 4,779.05 | 4,806.05 | 4,936.2  | 5,128.35 | 5,325.5  | 5,369.2  | 5,701.2  |
| | SDLP            | Karen McKevitt    | 8.22%  | 3,923    | 3,929.45 | 3,929.45 | 3,963.6  | 4,086.2  | 4,356.35 | 4,515.65 | 4,564.2  | 5,042.2  |
| | Ulster Unionist | Sam Nicholson     | 3.86%  | 1,841    | 2,045.75 | 2,045.75 | 2,049.2  | 2,159.85 | 2,166.85 | 2,220.45 |          |          |
| | Indépendant     | Paul Berry        | 3.49%  | 1,663    | 1,861.6  | 1,861.6  | 1,865.6  | 1,940.45 | 1,957.05 | 1,998.95 |          |          |
| | CISTA           | Emmet Crossan     | 2.16%  | 1,032    | 1,036.5  | 1,036.5  | 1,112.1  | 1,228.6  | 1,308.6  |          |          |          |
| | Indépendant     | Martin McAllister | 1.97%  | 940      | 941.2    | 941.2    | 957.2    | 1,003.5  |          |          |          |          |
| | Alliance        | Craig Weir        | 1.03%  | 493      | 498.75   | 498.75   | 597.05   |          |          |          |          |          |
| | UKIP            | Alan Love         | 0.66%  | 315      | 346.05   | 346.05   | 349.2    |          |          |          |          |          |
| | Green (NI)      | Michael Watters   | 0.70%  | 335      | 337.4    | 337.4    |          |          |          |          |          |          |
| Électorat : 81,756 Valide : 47,715 (58.36%) Non valide : 783 Quota : 6,817 Participation : 48,498 (59.32%) |                 |                   |        |          |          |          |          |          |          |          |          |          |

#### 2011
| Parti | Parti           | Candidat        | %      | Comptage | Comptage | Comptage | Comptage | Comptage | Comptage |
| Parti | Parti           | Candidat        | %      | 1        | 2        | 3        | 4        | 5        | 6        |
| --- | --------------- | --------------- | ------ | -------- | -------- | -------- | -------- | -------- | -------- |
| | Sinn Féin       | Conor Murphy    | 19.62% | 9,127    |          |          |          |          |          |
| | Ulster Unionist | Danny Kennedy   | 18.74% | 8,718    |          |          |          |          |          |
| | SDLP            | Dominic Bradley | 15.31% | 7,123    |          |          |          |          |          |
| | Sinn Féin       | Cathal Boylan   | 14.22% | 6,614    | 8,092.40 |          |          |          |          |
| | DUP             | William Irwin   | 13.12% | 6,101    | 6,105.48 | 7,502.46 |          |          |          |
| | Sinn Féin       | Mickey Brady    | 7.00%  | 3,254    | 4,049.48 | 4,058.58 | 5,376.54 | 5,615.30 | 5,624.92 |
| | SDLP            | Thomas O'Hanlon | 8.22%  | 3,825    | 3,934.48 | 4,011.70 | 4,063.50 | 4,640.70 | 5,014.06 |
| | TUV             | Barrie Halliday | 1.78%  | 830      | 831.40   | 1,238.30 | 1,239.70 |          |          |
| | Alliance        | David Murphy    | 1.58%  | 734      | 748.28   | 838.76   | 840.44   |          |          |
| | UKIP            | Robert Woods    | 0.21%  | 98       | 99.40    | 125.66   | 126.22   |          |          |
| | Indépendant     | James Malone    | 0.19%  | 90       | 93.92    | 99.12    | 99.68    |          |          |
| Électorat : 77,544 Valide : 46,514 (59.98%) Non valide : 1,048 Quota : 6,645 Participation : 47,562 (61.34%) |                 |                 |        |          |          |          |          |          |          |

#### 2007
| Parti | Parti           | Candidat        | %      | Comptage | Comptage | Comptage | Comptage | Comptage | Comptage | Comptage |
| Parti | Parti           | Candidat        | %      | 1        | 2        | 3        | 4        | 5        | 6        | 7        |
| --- | --------------- | --------------- | ------ | -------- | -------- | -------- | -------- | -------- | -------- | -------- |
| | Sinn Féin       | Conor Murphy    | 14.99% | 7,437    |          |          |          |          |          |          |
| | Sinn Féin       | Cathal Boylan   | 14.32% | 7,105    |          |          |          |          |          |          |
| | Sinn Féin       | Mickey Brady    | 12.77% | 6,337    | 6,455    | 6,705.92 | 7,513.92 |          |          |          |
| | DUP             | William Irwin   | 12.93% | 6,418    | 6,672    | 6,672.12 | 6,674.12 | 8,008.12 |          |          |
| | Ulster Unionist | Danny Kennedy   | 13.13% | 6,517    | 6,813    | 6,813.28 | 6,833.36 | 7,653.36 |          |          |
| | SDLP            | Dominic Bradley | 10.72% | 5,318    | 5,530    | 5,551.64 | 5,974.48 | 6,025.6  | 6,169.6  | 6,310.6  |
| | SDLP            | Sharon Haughey  | 9.07%  | 4,500    | 4,709    | 4,722.32 | 5,001.48 | 5,068.48 | 5,229.48 | 5,368.48 |
| | Indépendant     | Paul Berry      | 4.67%  | 2,317    | 2,512    | 2,512.44 | 2,526.48 |          |          |          |
| | Indépendant     | Davy Hyland     | 4.41%  | 2,188    | 2,260    | 2,267.76 |          |          |          |          |
| | Indépendant     | Willie Frazer   | 1.22%  | 605      |          |          |          |          |          |          |
| | Green (NI)      | Brendan Morgan  | 1.21%  | 599      |          |          |          |          |          |          |
| | Alliance        | Máire Hendron   | 0.56%  | 278      |          |          |          |          |          |          |
| Électorat : 70,823 Valide : 49,619 (70.06%) Non valide : 546 Quota : 7,089 Participation : 50,165 (70.83%) |                 |                 |        |          |          |          |          |          |          |          |

#### 2003
| Parti | Parti           | Candidat        | %      | Comptage | Comptage | Comptage | Comptage | Comptage |
| Parti | Parti           | Candidat        | %      | 1        | 2        | 3        | 4        | 5        |
| --- | --------------- | --------------- | ------ | -------- | -------- | -------- | -------- | -------- |
| | DUP             | Paul Berry      | 17.15% | 8,125    |          |          |          |          |
| | Sinn Féin       | Conor Murphy    | 16.04% | 7,595    |          |          |          |          |
| | Ulster Unionist | Danny Kennedy   | 15.51% | 7,347    |          |          |          |          |
| | SDLP            | Dominic Bradley | 8.68%  | 4,111    | 4,119.8  | 4,135    | 4,400.14 | 6,783.14 |
| | Sinn Féin       | Davy Hyland     | 12.20% | 5,779    | 5,779.48 | 6,347.38 | 6,367    | 6,633.9  |
| | Sinn Féin       | Pat O'Rawe      | 11.56% | 5,478    | 5,478.16 | 5,590.66 | 5,603.32 | 5,712    |
| | SDLP            | Jim Lennon      | 8.69%  | 4,116    | 4,118.88 | 4,125.98 | 4,390.98 | 5,112.5  |
| | SDLP            | John Fee        | 7.20%  | 3,410    | 3,411.28 | 3,459.38 | 3,656.96 |          |
| | DUP             | Freda Donnelly  | 1.00%  | 474      | 1,638.64 | 1,638.94 |          |          |
| | Indépendant     | Willie Frazer   | 1.33%  | 632      | 743      | 744      |          |          |
| | Alliance        | Pete Whitcroft  | 0.66%  | 311      | 314      | 315      |          |          |
| Électorat : 68,731 Valide : 47,378 (68.93%) Non valide : 855 Quota : 6,769 Participation : 48,233 (70.18%) |                 |                 |        |          |          |          |          |          |

#### 1998
| Parti | Parti                | Candidat        | %      | Comptage | Comptage | Comptage | Comptage | Comptage | Comptage | Comptage | Comptage |
| Parti | Parti                | Candidat        | %      | 1        | 2        | 3        | 4        | 5        | 6        | 7        | 8        |
| --- | -------------------- | --------------- | ------ | -------- | -------- | -------- | -------- | -------- | -------- | -------- | -------- |
| | SDLP                 | Seamus Mallon   | 25.09% | 13,582   |          |          |          |          |          |          |          |
| | DUP                  | Paul Berry      | 13.33% | 7,214    | 7,217.44 | 7,231.87 | 7,899.87 |          |          |          |          |
| | Ulster Unionist      | Danny Kennedy   | 10.15% | 5,495    | 5,522.52 | 5,692.11 | 5,979.84 | 6,090    | 10,184   |          |          |
| | Sinn Féin            | Conor Murphy    | 8.94%  | 4,839    | 5,017.45 | 5,026.46 | 5,294.25 | 5,294.25 | 5,305.54 | 5,311.54 | 7,741.25 |
| | Sinn Féin            | Patrick McNamee | 8.44%  | 4,570    | 5,078.26 | 5,087.41 | 5,320.81 | 5,320.81 | 5,332.53 | 5,334.53 | 7,176.79 |
| | SDLP                 | John Fee        | 5.85%  | 3,166    | 5,419.63 | 5,485.67 | 6,429.02 | 6,430.38 | 6,514.11 | 6,949.11 | 7,169.01 |
| | SDLP                 | Frank Feely     | 4.07%  | 2,205    | 4,238.47 | 4,317.4  | 4,852.86 | 4,853.54 | 4,957.65 | 5,492.65 | 5,874.55 |
| | Sinn Féin            | Davy Hyland     | 8.58%  | 4,643    | 4,879.5  | 4,888.08 | 5,261.06 | 5,261.74 | 5,270.37 | 5,284.37 |          |
| | Ulster Unionist      | Jim Speers      | 7.99%  | 4,324    | 4,353.24 | 4,558.26 | 4,747.56 | 4,799.24 |          |          |          |
| | NI Women's Coalition | Kate Fearon     | 2.10%  | 1,138    | 1,391.7  | 1,635.5  |          |          |          |          |          |
| | Indépendant          | Mary Allen      | 2.27%  | 1,227    | 1,357.29 | 1,398.45 |          |          |          |          |          |
| | Ulster Independence  | Willie Frazer   | 1.72%  | 933      | 935.58   | 947.58   |          |          |          |          |          |
| | Alliance             | Peter Whitcroft | 1.44%  | 777      | 860.85   |          |          |          |          |          |          |
| | Natural Law          | David Evans     | 0.04%  | 23       | 25.15    |          |          |          |          |          |          |
| Électorat : 71,553 Valide : 54,136 (75.66%) Non valide : 1,157 Quota : 7,735 Participation : 55,293 (77.28%) |                      |                 |        |          |          |          |          |          |          |          |          |

### 1996 forum
Les candidats retenus sont indiqués en gras.
| Parti | Parti                  | Candidat(s)                                                                     | Votes  | Pourcentage |
| ----- | ---------------------- | ------------------------------------------------------------------------------- | ------ | ----------- |
|       | SDLP                   | Seamus Mallon Frank Feely Pat Brannigan Mary McLeown John Fee                   | 16,775 | 34.1        |
|       | Sinn Féin              | Patrick McNamee Maria Caraher Noel Sheridan Brendan Curran Caoimhghín Ó Caoláin | 12,585 | 25.6        |
|       | Ulster Unionist        | Jim Speers Danny Kennedy Elaine McClure Sylvia McRoberts                        | 11,047 | 22.5        |
|       | DUP                    | Meredith Patterson Margaret Black John McKew                                    | 4,774  | 9.8         |
|       | Alliance               | Pete Whitcroft Anne-Marie Cunningham                                            | 1,037  | 2.1         |
|       | PUP                    | David Jamison Raymond Laverty                                                   | 640    | 1.4         |
|       | UK Unionist            | Robert St-Cyr Margaret Thomson                                                  | 474    | 0.9         |
|       | NI Women's Coalition   | Sheila Fairon Lynd Roper Kathleen Magee                                         | 356    | 0.7         |
|       | Labour coalition       | Eimear Duffy Marian McKeown Eamon Duffy Eoin McGuinness                         | 262    | 0.5         |
|       | Ulster Democratic      | William Garrett Alan Hewitt                                                     | 257    | 0.5         |
|       | Workers' Party         | Dennis Carroll Vivian Hutchinson Mary Campbell James McConville Pat Smith       | 208    | 0.4         |
|       | Green (NI)             | Vincent MacDowell Tara Foley                                                    | 205    | 0.4         |
|       | Ulster Independence    | Willie Frazer John Gray                                                         | 173    | 0.3         |
|       | NI Conservatives       | Sarah Humphreys Jennifer Cumming                                                | 131    | 0.3         |
|       | Democratic Partnership | Ronald Dawson Donal Kelly                                                       | 114    | 0.2         |
|       | Independent DUP        | Nigel Cummings John Whitten                                                     | 55     | 0.1         |
|       | Democratic Left        | Brendan Montague Orla McClean                                                   | 46     | 0.1         |
|       | Natural Law            | Eileen Leahy Miguel Martin-Ramos                                                | 31     | 0.1         |
|       | Independent Chambers   | Stella Irvine Sharon Ralston                                                    | 12     | 0.0         |